# University of Minnesota Women's Volleyball
La University of Minnesota Women's Volleyball è la squadra pallavolo femminile appartenente alla University of Minnesota, con sede a Minneapolis (Minnesota): milita nella Big Ten Conference della NCAA Division I.

## Storia
Il programma di pallavolo femminile della University of Minnesota inizia nel 1972. Il programma passa poi tra le mani di Linda Wells, Rosie Wegrich e poi di nuovo Linda Wells, sotto la quale avviene il passaggio dall'AIAW alla NCAA; è tuttavia sotto la guida di Stephanie Schleuder che la squadra si qualifica per la prima volta alla post-season, uscendo di scena al secondo round della NCAA Division I 1989. La seconda partecipazione in post-season arriva invece nella stagione 1993.
Dopo una sola stagione con Pam Miller-Dombeck sulla panchina delle Golden Gophers, dal 1996 al 2010 la squadra viene affidata a Mike Hebert, che riesce a far fare un notevole salto di qualità al programma centrando ogni stagione, ad eccezione della NCAA Division I 1998, la qualificazione in post-season. Nella stagione 2003, dopo aver vinto il primo titolo di conference nel campionato precedente, il programma disputa per la prima volta una Final Four, perdendo in semifinale con un perentorio 3-0 dalle future campionesse della Southern California. Nella stagione successiva centrano ancora una volta la Final Four, scontrandosi nuovamente in semifinale contro le Trojans della University of Southern California, ma questa volte sono le Golden Gophers a vincere per 3-0 ed andare per la prima volta nella loro storia in finale, perdendo però per 3-0 contro la Stanford.
La terza partecipazione ad una Final Four arriva nella stagione 2009, ma questa volta a sbarrare la strada alle Golden Gophers in semifinale è la Texas. Dopo il ritiro di Mike Hebert, nella stagione 2011 viene nominata allenatrice Laura Bush ad interim, sostituita dalla stagione successiva dall'ex tecnico della nazionale statunitense, sia maschile che femminile, il neozelandese Hugh McCutcheon: sotto la squadra il programma raggiunge tre volte le final-4, uscendo sempre in semifinale.

## Record
| Piazzamento          |    | Edizione                                                                          |
| -------------------- | -- | --------------------------------------------------------------------------------- |
| Tornei NCAA          | 29 | Finale: 1 2004                                                                    |
| Tornei NCAA          | 29 | Semifinali: 5 2003, 2009, 2015, 2016, 2019                                        |
| Tornei NCAA          | 29 | Elite Eight: 3 2006, 2012, 2021                                                   |
| Tornei NCAA          | 29 | Sweet Sixteen: 11 1993, 1999, 2000, 2002, 2010, 2011, 2013, 2017, 2018, 2020 2022 |
| Tornei NCAA          | 29 | Secondo turno: 8 1989, 1996, 1997, 2001, 2005, 2008, 2023, 2024                   |
| Tornei NCAA          | 29 | Primo turno: 1 2007                                                               |
| Titoli di conference | 3  | Big Ten Conference: 3 2002, 2015, 2018                                            |

## Conference
- Big Ten Conference: 1981-

## National Player of the Year
- Sarah Wilhite (2016)

## National Coach of the Year
- Hugh McCutcheon (2015)

## All-America

### First Team
- Katrien DeDecker (1996)
- Cassandra Busse (2003)
- Kelly Bowman (2004)
- Paula Gentil (2004)
- Lauren Gibbemeyer (2009)
- Katherine Harms (2012)
- TeTori Dixon (2013)
- Daly Santana (2015)
- Hannah Tapp (2015)
- Samantha Seliger-Swenson (2016, 2018)
- Sarah Wilhite (2016)
- Stephanie Samedy (2017, 2018, 2020, 2021)
- Regan Pittman (2019)
- Taylor Landfair (2022)

### Second Team
- Andrea Gonzalez (1988)
- Nicole Branagh (1999, 2000)
- Stephanie Hagen (2000)
- Cassandra Busse (2002)
- Paula Gentil (2003)
- Meredith Nelson (2006)
- Brook Dieter (2008)
- Ashley Wittman (2011, 2012)
- TeTori Dixon (2012)
- Samantha Seliger-Swenson (2015, 2017)
- Hannah Tapp (2016)
- Regan Pittman (2018)
- Stephanie Samedy (2019)

### Third Team
- Paula Gentil (2002)
- Lauren Gibbemeyer (2008)
- Taylor Carico (2009)
- Paige Tapp (2014, 2015)
- Alexis Hart (2017, 2019)

## Allenatori
- Dee Jelik: 1972-1973
- Linda Wells: 1974
- Rosie Wegrich: 1975-1976
- Linda Wells: 1977-1981
- Stephanie Schleuder: 1982-1994
- Pam Miller-Dombeck: 1995
- Mike Hebert: 1996-2010
- Laura Bush[1]: 2011
- Hugh McCutcheon: 2012-